# Ricardo Rocha (futebolista)
Ricardo Roberto Barreto da Rocha, mais conhecido como Ricardo Rocha (Recife, 11 de setembro de 1962), é um ex-futebolista que atuava como zagueiro. Extremamente técnico, ele foi eleito melhor jogador do campeonato brasileiro de 1989 (Bola de Ouro da revista Placar).
Aposentou-se da carreira de jogador e tornou treinador, comentarista e dirigente esportivo. Trabalhou no Criciúma como assessor de futebol do clube catarinense, cargo que ocupou até 13 de março de 2019 e atualmente comentarista de jogos do campeonato carioca e da Série B na Band, depois de ter passagens por Fox Sports e RecordTV.

## Carreira
Iniciou sua carreira no clube Santo Amaro em Pernambuco como lateral-direito. Quando se transferiu para o Santa Cruz também em Pernambuco, foi deslocado para a posição de zagueiro pelo então técnico do clube Carlos Alberto Silva, que na ocasião chegou a dizer que: "desloquei ele para a zaga pois na zaga ele chegará a seleção, já na lateral não".

### Guarani
Ricardo Rocha jogou no Guarani entre 1985 e 88 e foi um dos principais nomes da segunda época de ouro do Guarani. Ele foi nome decisivo nos vices do Paulista e do Brasileirão.
Ricardo chegou como lateral-direito no Guarani, e com a ajuda do treinador Lori Sandri, logo se adaptou na zaga.
Deixou o Guarani onde disputou 63 jogos e marcou um gol.
Em comemoração aos 110 anos do Guarani, sítio brasileiro escolheu a Seleção do Guarani de todos os tempos e Ricardo foi um dos escolhidos junto a craques como Careca, Amoroso, João Paulo, Zenon, Jorge Mendonça e Djalminha.

### Sporting
Em 1988, Ricardo foi vendido para o Sporting, de Portugal. Ricardo Rocha jogou apenas 12 partidas, entre janeiro e maio de 1989, o último numa derrota do Sporting em Alvalade contra o Benfica: 0-2 a 14 de maio. Seu único gol foi contra o Moreirense.
Sua primeira passagem pela Europa acabou apenas em uma temporada. Devido à situação financeira do time lisboeta que ficou seis meses sem pagar os jogadores. Assim, Ricardo preferiu voltar ao Brasil para jogar a Copa de 90.

### São Paulo
Ricardo Rocha foi contratado pelo São Paulo do Sporting de Portugal, em 1989. Já no primeiro ano participou da campanha vitoriosa no Campeonato Paulista. Além do vice do Brasileirão para o Vasco da Gama. Terminou o ano como melhor zagueiro do Brasil recebendo os prêmios Bola de Prata e Bola de Ouro.
Ricardo participou da polêmica campanha do Campeonato Paulista 1990 em que algumas pessoas acreditam que o São Paulo teria sido rebaixado, porém, se afastou do time para disputar a Copa do Mundo de 1990 Ao voltar do Mundial ele passou a ficar na reserva do tricolor e novamente um vice campeonato brasileiro, mas desta vez para o Corinthians.
Com a chegada de Telê Santana o São Paulo iniciou uma hegemonia e Ricardo foi um dos pilares. Dia 9 de junho de 1991, no estádio Marcelo Stefani, o São Paulo jogava por um empate contra o Bragantino, e com o fim da partida ele conquista seu primeiro título de Campeão Brasileiro. Mais uma vez é escolhido um dos melhores zagueiros do Campeonato Brasileiro.
Ricardo deixou o Tricolor, onde disputou 70 jogos pelo clube: 32 vitórias, 26 empates e 12 derrotas. Durante este período, além da conquista nacional, foi bicampeão do Campeonato Paulista em 1989 e 1991.

### Real Madrid
O presidente do Real Madrid Ramon Mendoza, viu Ricardo jogar na Copa América 1991 e o contratou. Ele chegou no verão de 1991.
Ricardo fez parte do Dream Team de Los Blancos, incluindo nomes como Fernando Hierro, Emilio Butragueño, Manuel Sanchis, Míchel, Ivan Zamorano e Gheorghe Hagi, que jogaram em Tenerife no estádio Heliodoro Rodriguez Lopez, precisando de uma vitória para confirmar seu 26º título da liga, pois estavam com um ponto de vantagem dos Culés, perderam de virada para o Tenerife com gol contra de Ricardo nos minutos finais e assim perdendo o título para o Barcelona.
Na mesma temporada o Real perdeu a final da Copa do Rei para o Atlético de Madrid.[carece de fontes?]
Ao fim de sua primeira temporada no Santiago Bernabéu, resultou num total de 48 jogos oficiais: 36 na Liga, 3 na Copa do Rei e 9 na Taça UEFA. Além de ser um dos melhores jogadores do Campeonato Espanhol e melhor jogador do Real Madrid na temporada
Na temporada 92/93 Ricardo continuou a ser titular mesmo com o técnico Benito Floro. Em 3 de outubro de 1992, jogo contra o La Coruña, Ricardo voltou a fazer gol contra.
A última partida de Ricardo com a camisa merengue foi em 16 de junho de 1993, onde Real Madrid jogou a segunda partida das semifinais da Copa do Rei no Camp Nou. O primeiro jogo terminou 1-1, contudo o Real venceu o jogo e classificou-se para final, porém Ricardo foi expulso.
Ricardo terminou a segunda temporada com 40 partidas, 31 de Liga, 5 de Copa do Rei e 4 de Copa da UEFA. Ricardo deixou o Real Madrid ao fim da temporada (1992/1993) com 88 partidas, porém marcou três gols contra.

### Santos
Ricardo foi contratado pelo Santos em meados de 1993, Ricardo Rocha foi o capitão da equipe, ele foi fundamental na boa campanha do Santos naquele brasileiro. Ricardo Rocha voltou a ganhar a Bola de Prata da Revista Placar, como um dos melhores defensores da competição.
Ricardo deixou o Peixe, onde fez 15 dos 20 jogos, sem marcar gol.

### Vasco da Gama
Ricardo Rocha chegou ao Vasco da Gama no início de 1994, o Vasco montou um timaço para temporada. Com a zaga formada por Ricardo Rocha, ao lado de Alexandre Torres. No ataque, contratou, por empréstimo, o craque Dener. Com Carlos Germano, Pimentel, Lusinho, Valdir e Yan formaram um verdadeiro esquadrão.
Um dos maiores obstáculos no Vasco foi a morte de Dener, que faleceu em 18 de março de 1994, num acidente em que colidiu seu carro, na Lagoa Rodrigo de Freitas, no Rio.
A campanha do Vasco naquele Carioca foi fantástica. Foram 18 jogos, com 12 vitórias, cinco empates e apenas uma derrota. O revés veio no quadrangular final, logo após o acidente de carro que culminou no falecimento de Dener. Ricardo Rocha junto com os mais experientes e a direção de futebol assumiram a responsabilidade e, na base da conversa, conseguiram fazer com que os mais jovens superassem o trauma. Em 15 de maio de 1994, diante de 79.230 presentes no Maracanã, o Vasco venceu o Fluminense por 2 a 0, com dois gols de Jardel, e garantiu o único tricampeonato carioca de sua história.
Ricardo deixou o Vasco no fim de 1995, com 94 jogos, e 3 gols marcados.

### Olaria
Ricardo teve uma passagem sem muito destaque pelo Olaria no início de 1996.

### Fluminense
Em 1996 o Fluminense contratou Ricardo Rocha.[carece de fontes?] Ricardo Rocha estreou pelo Tricolor contra o América no dia 17 de março de 1996. O Flu venceu o jogo por 1-0,mas Ricardo foi expulso.
Ricardo deixou o Fluminense com 26 jogos e um gol, antes de o time ser rebaixado.

### Newell's Old Boys
Ricardo Rocha chegou ao Newell's Old Boys em 1996, logo virou xodó instantâneo com um gol em plena estreia pelo Newell’s, na 7ª rodada do Apertura 1996, nos 2-0 sobre o Deportivo Español. Jogou por dois anos em momentos de altos e baixos da Lepra, onde o clube tanto esteve no pódio (Clausura 1997) como foi antepenúltimo (no torneio seguinte). Nada que discutisse o nível de Ricardo, reconhecido como um dos maiores zagueiros que a torcida contou após o fim da dourada Era Bielsa pela segurança e também pela influência sobre os Heinze, Guiñazu e Walter Samuel ou por ser figura ativa contra um possível W.O. em meio a um 4-0 sofrido em clássico contra o Rosario Central.
Era o capitão e só deixou a Argentina, em meados de 1998, com 36 jogos e 5 gols.

### Flamengo
Em 1998 o Flamengo anunciou a contratação de Ricardo Rocha. Ricardo fez sua estreia pelo Flamengo em amistoso contra o Atlético Paranaense em 19 de julho de 1998.
Deixou o Flamengo onde fez 24 jogos com 14 vitórias, 5 empates e 5 derrotas.
O atleta encerrou sua carreira como jogador em 1998.
Eu escolhi o Flamengo para encerrar a carreira, porque depois de tantas conquistas, jogar no Flamengo, seria o grand finale. Foi uma imensa honra ter vestido essa camisa com tanta história e tradição, com um peso que só os grandes conseguiram carregar dignamente.— Ricardo Rocha, em seu Twiter.

## Pós-carreira
Esteve como treinador de futebol, no Santa Cruz, nos anos de 2001 e 2008 e no CRB, em 2007. No ano de 2012, Ricardo Rocha estreou como comentarista do canal de televisão SporTV. Em 2017, passou a comentar também no Futebol Globo no Rádio (Rádio Globo/Rádio CBN).
Em 2013 foi anunciado como o embaixador do centenário do Santa Cruz que aconteceu em 2014.
Em entrevista a um canal esportivo de televisão, Ricardo Rocha fez uma revelação que poucas pessoas sabiam:
| “ | Eu joguei na primeira divisão antes de ir para o Santa Cruz, em 1983. O que pouca gente sabe é que fui trocado por 20 pares de chuteiras, 10 bolas e dois jogos de camisas (risos). Naqueles tempos os clubes não tinham dinheiro. A minha história é igual a do [ex-goleiro campeão mundial pela seleção] Marcos, mas aconteceu muitos anos antes", disse Ricardo Rocha. | ” |

Em 2017 voltou a atuar no São Paulo Futebol Clube dessa vez como coordenador de futebol, mas alegando problemas pessoais pediu sua saída do clube em 2018. No mesmo ano, também deixou o Grupo Globo e passou a atuar como comentarista do canal Fox Sports, estreando na cobertura da Copa do Mundo FIFA de 2018. Ele participava de programas como o Jogo Sagrado. Em 18 de junho de 2020, é anunciado que Ricardo Rocha não renovará contrato com o canal, deixando assim a emissora.
Em fevereiro de 2021, fecha com a RecordTV para comentar os jogos do Campeonato Carioca.

## Seleção Brasileira
Ricardo Rocha disputou 43 partidas com a Seleção Brasileira em oito anos (não anotou nenhum gol). Sua estreia foi em 19 de maio de 1987, em um jogo amistoso contra a Inglaterra (1-1). Ele participou de duas Copas do Mundo da FIFA: 1990 e 1994.

### Pan-Americano 1987
Contratado pelo Guarani, acabou se destacando nacionalmente e tendo suas primeiras oportunidades em seleção, na pré-olímpica de 1987 e na conquista do ouro no pan-Americano de Indianápolis-EUA, no mesmo ano. Jogador de excelente técnica e grande liderança, recebeu o apelido de "xerife". Ricardo sempre teve estilo aguerrido, e apesar de pouca estatura, tinha uma incrível noção de posicionamento nas jogadas aéreas.

### Copa do Mundo de 1990
Titular da Seleção Brasileira na Copa do Mundo de 1990 na Itália.

### Copa do Mundo de 1994
Foi para a Copa dos Estados Unidos em 1994 muito bem preparado, na época jogava no Vasco da Gama, mas logo no jogo de estreia acabou se lesionando, fora substituído e não voltaria a campo naquele mundial, mas a pedido do grupo permaneceu contagiando o grupo com seu bom humor e bom astral. Partiu dele a ideia de que os jogadores do Brasil entrassem em campo de mãos dadas, para simbolizar o espírito de união da equipe.
Em 1994, ele era o zagueiro titular, mas se lesionou logo no jogo da estreia. Com isso, ele só atuou por 69 minutos na vitória contra a Russia, permanecendo lesionado para o restante do torneio.
Sua última partida oficial pela seleção também foi um amistoso, uma vitória por 5-0 sobre a Eslováquia em 22 de fevereiro de 1995.

## Títulos
Seleção Brasileira
- Jogos Pan-Americanos: 1987
- Torneio Pré-Olímpico: 1987
- Copa do Mundo: 1994
- Taça Stanley Rous de 1987

Santa Cruz
- Campeonato Pernambucano: 1983
- Supercampeonato Pernambucano: 1983

São Paulo
- Campeonato Paulista: 1989,[54] 1991
- Campeonato Brasileiro: 1991

Real Madrid
- Copa do Rei da Espanha: 1993

Vasco da Gama
- Campeonato Carioca: 1994
- Taça Guanabara:1994
- Torneio Palma de Mallorca: 1995
- Troféu Diário da Capital (ARG): 1994[55]

## Conquistas individuais
- Bola de Ouro Revista Pacar: 1989
- Bola de Prata - 1986, 1991, 1993